# Maria Aich (Oberbernbach)

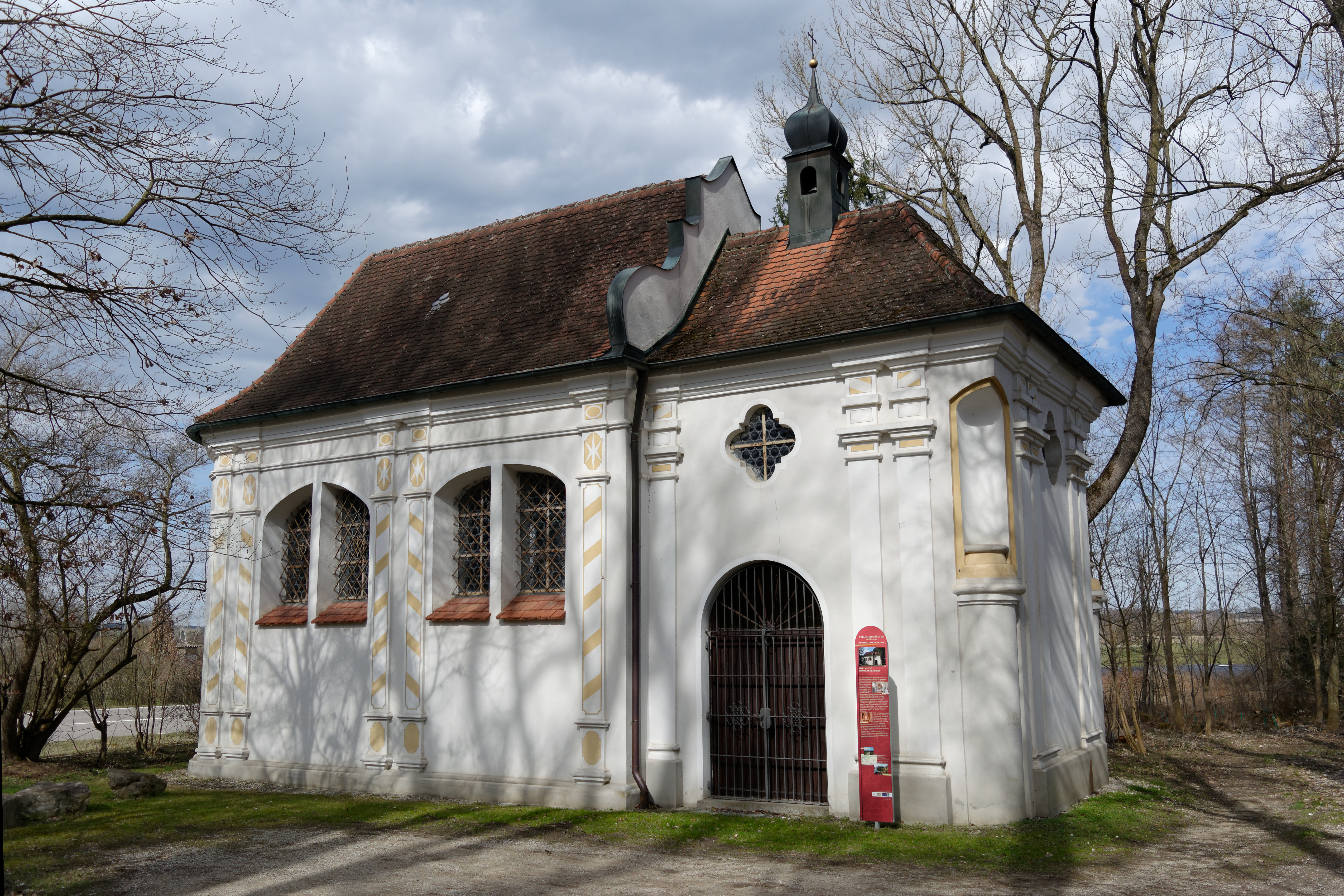
Maria Aich

Die Wallfahrtskapelle Maria Aich ist ein Baudenkmal in Oberbernbach bei Aichach.

## Geschichte

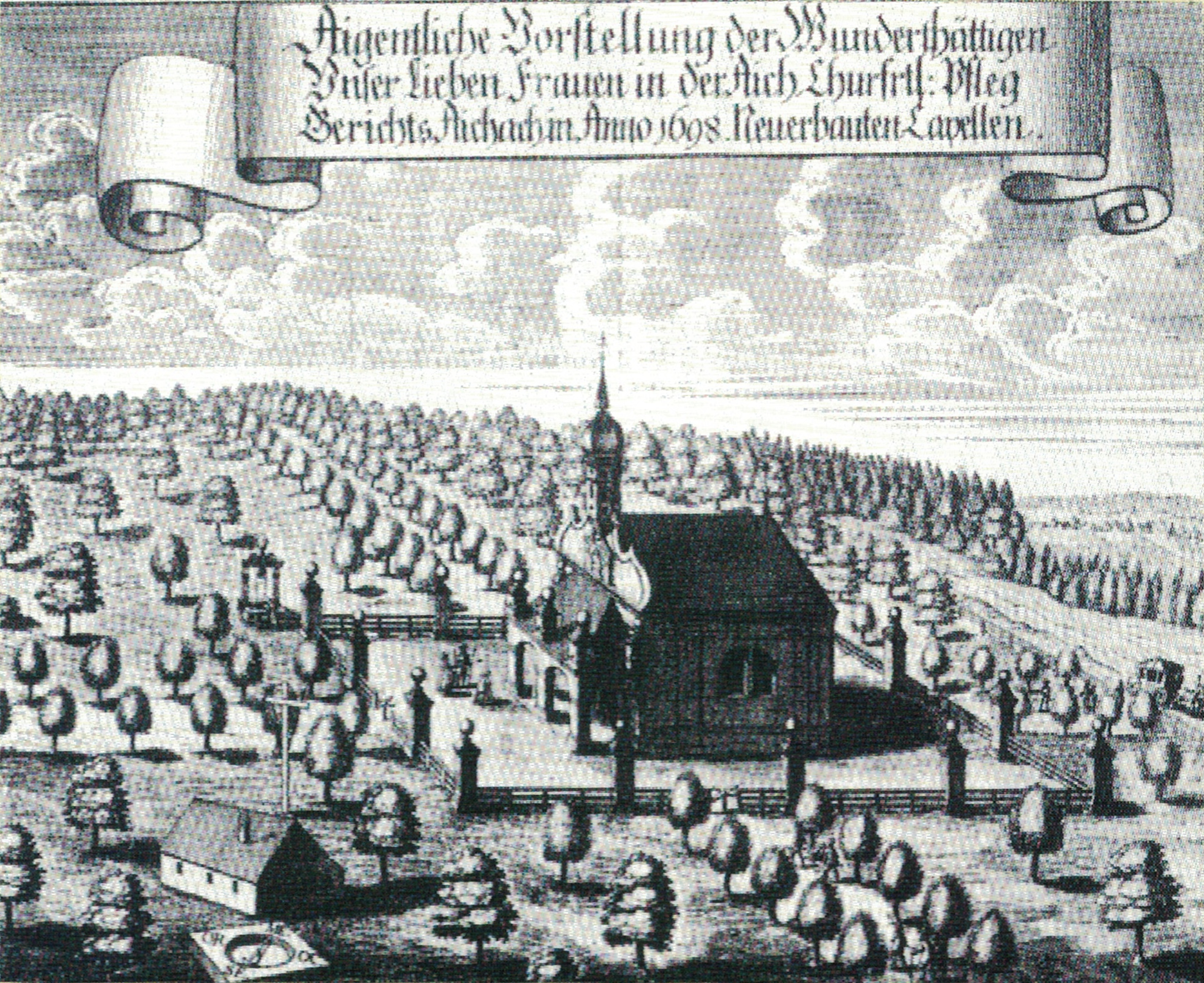
Maria Aich kurz nach Fertigstellung 1698 auf einem Stich von Michael Wening

1692 wurde von dem Schulmeistersohn Wilhelm Gastl ein in Kupfer gestochenes Andachtsbild auf dem Weg von Aichach nach St. Leonhard in Inchenhofen an eine Eiche gehängt. Dieses Abbild der Muttergottes von Ettal erfuhr zahlreiche Verehrung durch vorbeikommende Wallfahrer. Um dieses Bild wurde zunächst eine Bretterhütte errichtet, in der Gastl als Einsiedler lebte, bevor 1696 bis 1698 eine gemauerte Kapelle gebaut wurde. Diese Kapelle mit durch Doppelpilaster gegliederter Fassade wurde weitgehend nach Plänen des Aichachers Johann Michael Rigg erstellt. Am 2. April 1699 wurde laut Überlieferung die Frau des Bürgermeisters Wilhelm Schreiner aus Höchstädt geheilt, wodurch die Wallfahrt zu der Kapelle über Altbayern hinaus bekannt wurde. 1699/1700 entstand der Altar von Lorenz Sedlmayr mit einer Kopie der Ettaler Muttergottes, in deren Brust das ursprüngliche Wallfahrtsbild eingefügt wurde. Der Altar steht über dem Stock der Eiche, an der ursprünglich das Marienbild hing. 1710 wurde ein Mesnerhaus angebaut, dessen Innenraum heute mit dem Kirchenraum eine Einheit bildet. 1723 stuckierte der Sirchenrieder Matthias Lotter den Innenraum. Die Weihe erfolgte am 21. Juni 1735 durch den Augsburger Weihbischof Johann Jakob von Mayr. Im Zuge der Säkularisation endete die Wallfahrt zu der Kapelle. Ein Abbruch im Jahre 1811 konnte verhindert werden, indem ein Bauer aus Oberbernbach die Kapelle erwarb. Später lebten in dem Mesnerhaus Tagelöhner, Bettler und Obdachlose. Die Kapelle wurde 1970/74 renoviert.